# ماكس بيكار
ماكس بيكار (بالألمانية: Max Picard)‏ هو كاتب طبي وفيلسوف سويسري وألماني، ولد في 5 يونيو 1888 في شوبفهايم في ألمانيا، وتوفي في 3 أكتوبر 1965 في Neggio ‏ في سويسرا.

## وصلات خارجية
- ماكس بيكار على موقع مونزينجر (الألمانية)